# Жетон военнослужащего

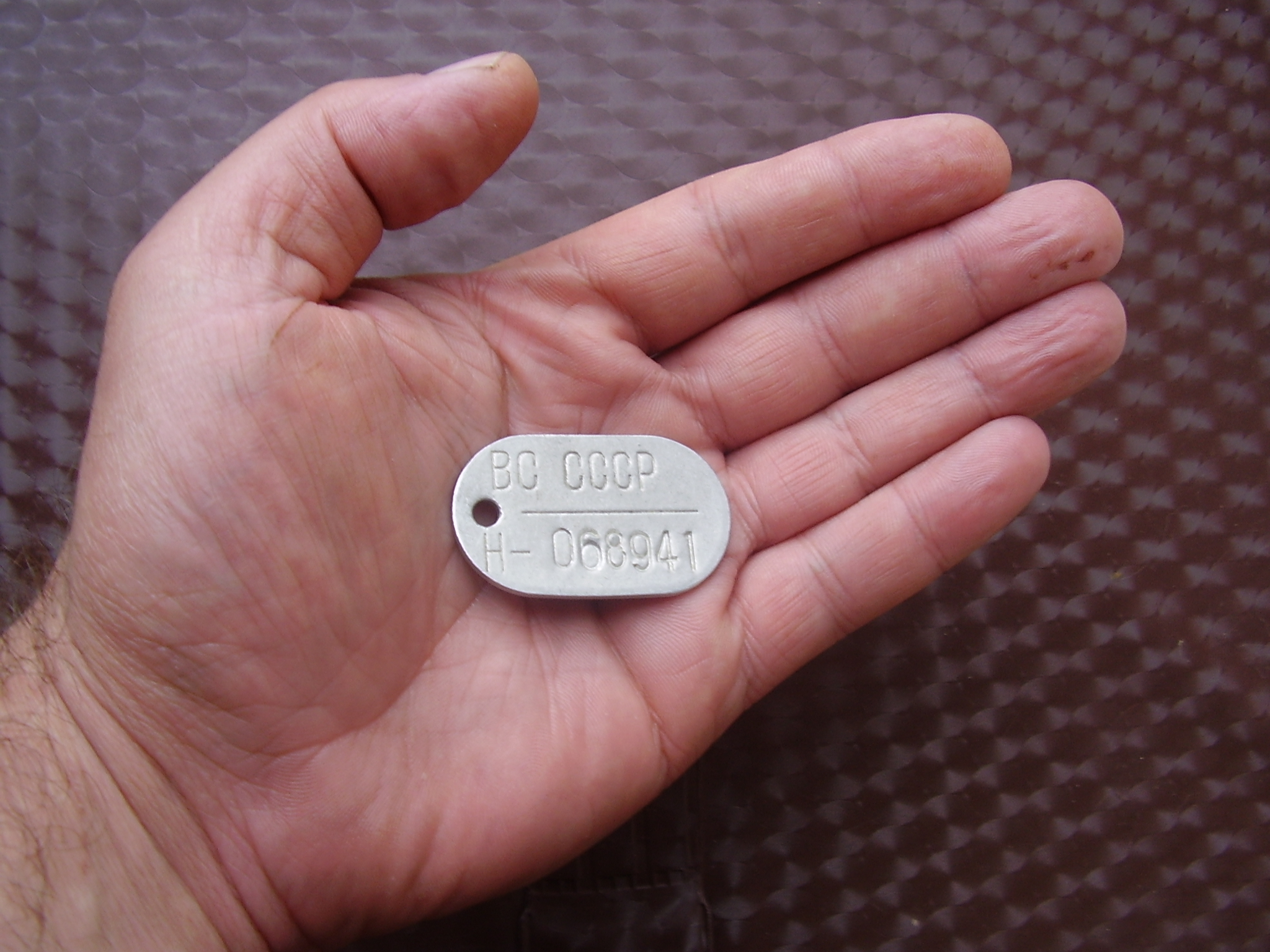
Жетон ВС СССР

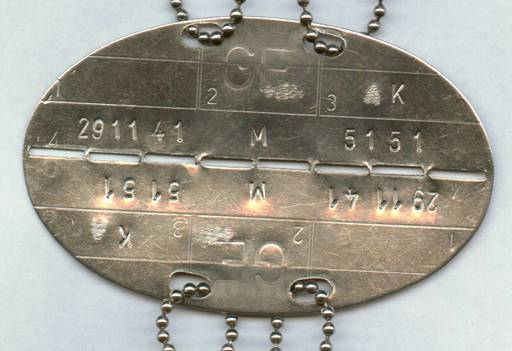
Лицевая сторона жетона ВС ФРГ (бундесвера) (1961 год)

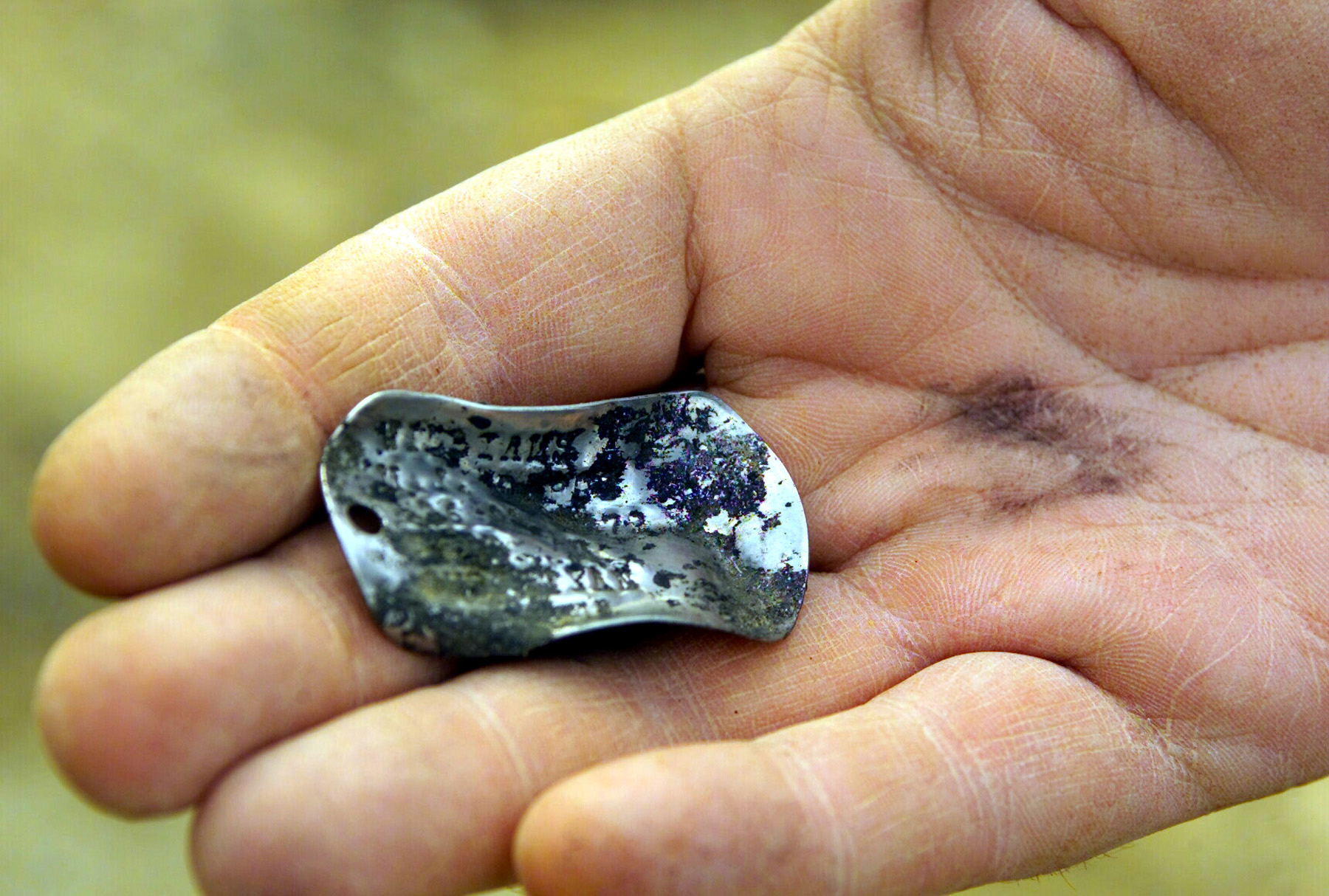
Найденный в обломках десантной машины AAV7 жетон военнослужащего ВС США, числившегося пропавшим без вести во время войны в Ираке

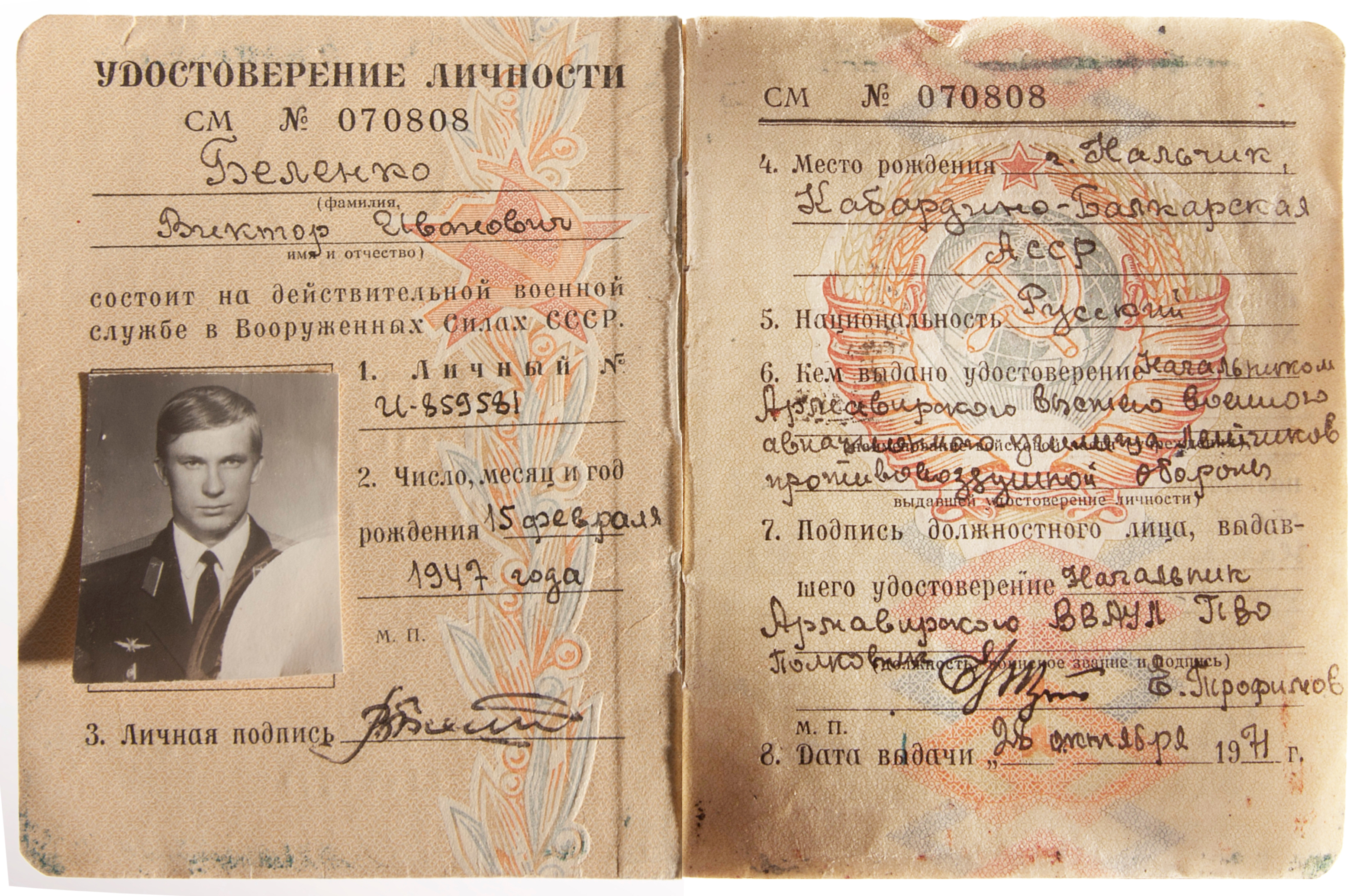
Запись о личном номере, отражённая в удостоверение личности военнослужащего ВС СССР Виктора Беленко

Жетон военнослужащего — личный знак с номером, позволяющий идентифицировать военнослужащего, вести пономерной учёт, а в частности, быстро опознавать убитых и раненых в боевых условиях, и потому обязательный к ношению при себе для всех военнослужащих вооружённых сил.
В просторечии — «медальон смерти» («смертельный медальон», «смертник» и так далее). Как правило, жетоны военнослужащих (личные знаки) представляют собой металлические жетоны, носимые на цепочке на шее, на которых записаны личный идентификационный номер военнослужащего или сотрудника специальных служб или органов, а также (не обязательно) имя, фамилия или дополнительные сведения — о принадлежности к определённому подразделению, о группе крови, вероисповедании и другие. В ВС СССР, а теперь и России ношение жетона с личным номером предусмотрено в брюках, для чего в них сделан специальный карман — «пистончик» («пистон»), ранее — часовой карман брюк, как правило, с правой стороны, между ширинкой и боковым карманом, как наиболее сохранное место в бою.

## Общие сведения
Зачастую солдатам выдаётся два одинаковых знака на тот случай, если вынести тело с поля боя в данный момент не представляется возможным: в таких случаях один знак уносят с собой выжившие, второй же остается на теле для последующего опознания. Также возможен вариант (пример, Армия ФРГ), когда солдат получает только один личный знак, имеющий надпил или сквозную перфорацию посередине, чтобы его можно было легко разломить пополам для использования в тех же целях. В этом случае информация о носящем дублируется по обе стороны от линии разлома (однако в некоторых случаях информация на половинках такого жетона может различаться).
Обязательны к ношению в большинстве вооружённых силах мира.
Впервые, видимо, появляются в Древней Греции, у спартанцев:
Лакедемоняне настолько были вдохновлены Тиртеем к сражению, что накануне сражения написали на скиталах свои имена и привязали к рукам, чтобы, случись им быть убитыми, их могли опознать родственникиДиодор Сицилийский. Историческая библиотека. 8.27

## Использование жетонов в Российской Федерации
В настоящее время в Вооруженных силах Российской Федерации (ВС России), других войсках, воинских формированиях и органах, в которых федеральным законодательством предусмотрена военная служба, используются дюралевые жетоны, с нанесенным на них уникальным личным номером. Выдача происходит либо в военном комиссариате, либо по месту службы. В Вооружённых Силах СССР (ВС СССР) жетоны в мирное время выдавались только лицам офицерского состава.

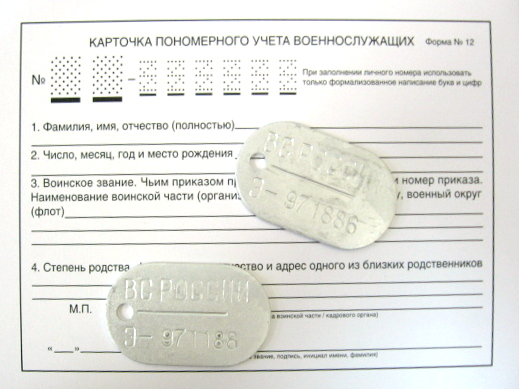
Жетоны ВС РФ первичного однобуквенного образца, лежащие на форме № 12 (карточке пономерного учёта военнослужащих)
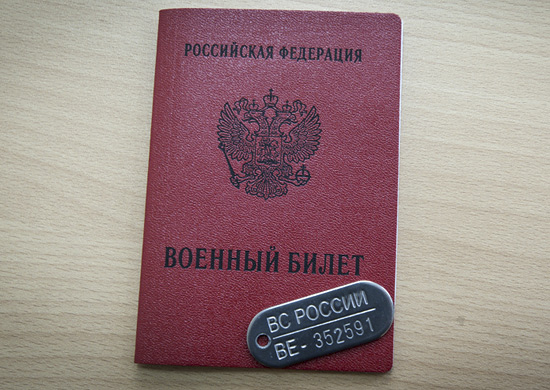
Жетон ВС РФ более позднего двубуквенного образца, лежащий на военном билете
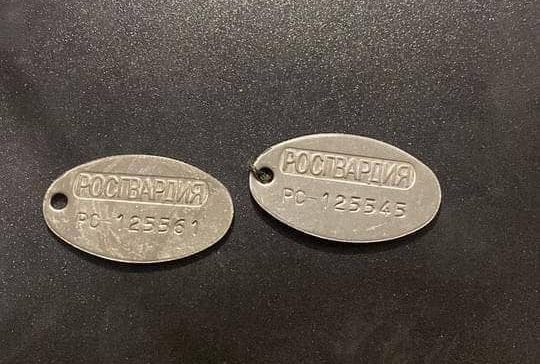
Жетоны военнослужащих ВНГ России

Жетоны ЧВК «Вагнер»

## Использование в РККА

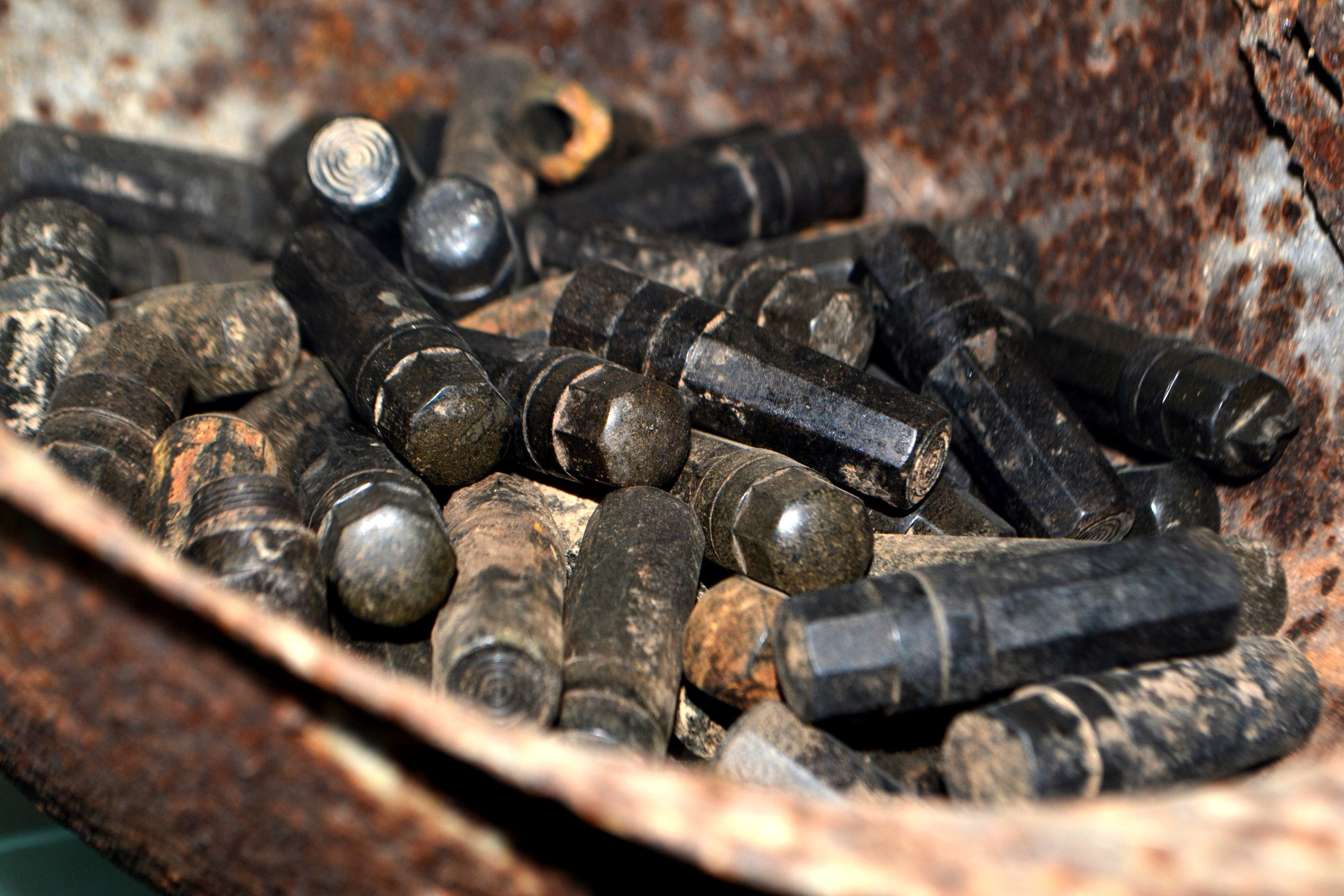
Капсулы с личными данными военнослужащих РККА

Во время Великой Отечественной войны в Рабоче-крестьянской Красной армии вместо металлических жетонов использовались закручивающиеся карболитовые пенальчики (медальоны), в которые вкладывался листок бумаги с данными бойца. Использовался либо специальный бланк, либо обычная рукописная записка. Бланк заполнялся в двух экземплярах. В случае гибели бойца один экземпляр отправлялся в канцелярию, второй оставался с телом и передавался родственникам после погребения.
Если солдату по какой-то причине не хватало пенала, некоторые использовали гильзы от патрона к винтовке Мосина. Вытащив пулю, солдат высыпал порох, клал в гильзу записку, а затем затыкал отверстие перевернутой пулей.

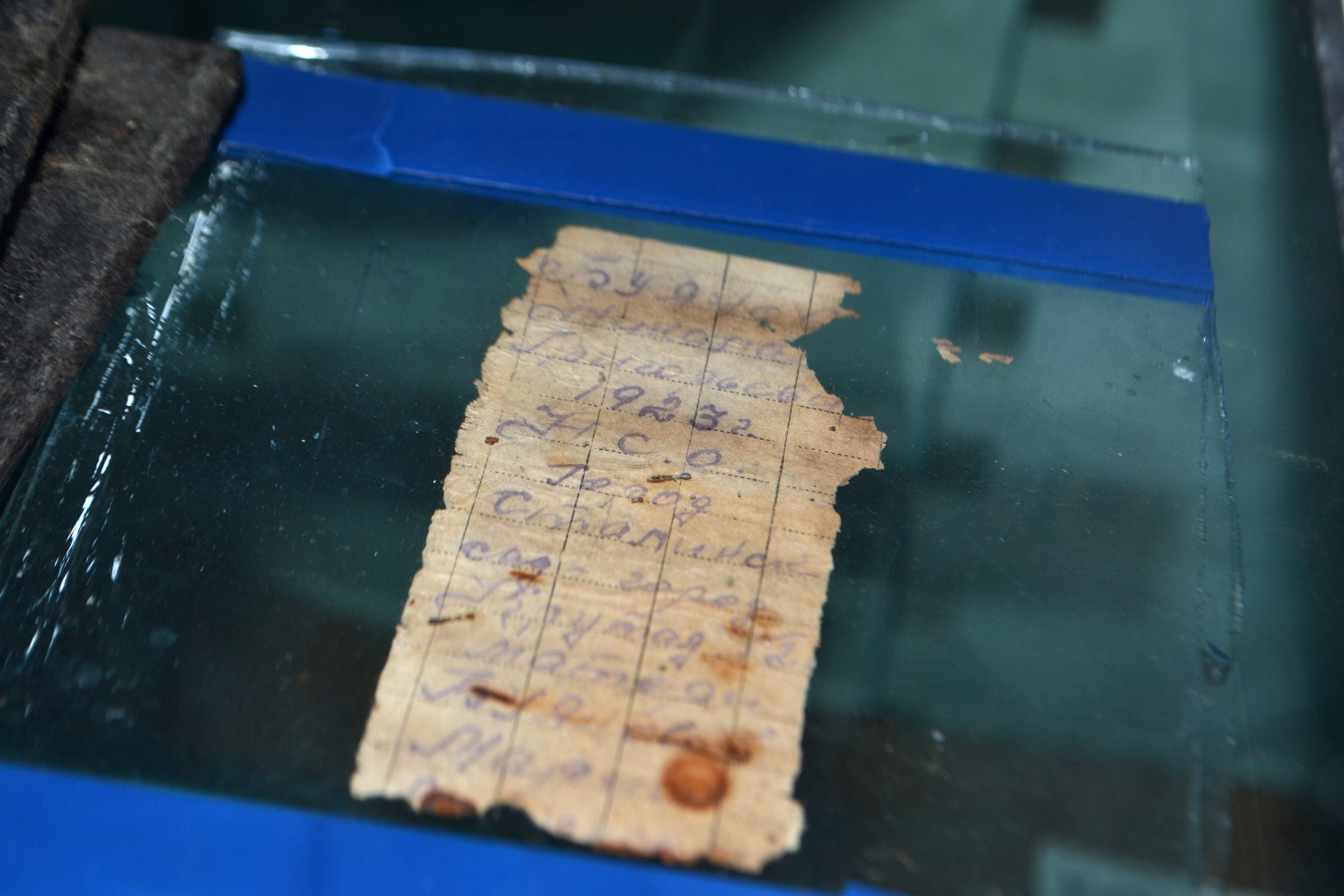
Бумажный вкладыш с личными данными военнослужащих РККА

Как показали годы, такой способ хранения личной информации не самый практичный. Вода, проникающая со временем внутрь пенала, зачастую разрушает бумагу или приводит её в такое состояние, что текст невозможно прочесть. Сохранность зависит от условий, в которых находился пенал, и от того, насколько хорошо он был закручен. Используя специальные методики, выработанные участниками поисковых отрядов, пенал следует вскрывать особым способом, для того, чтобы не повредить и не потерять хранившиеся в нём сведения. В первую очередь это касается способа разворачивания скрученной записки.
К тому же многие советские солдаты вообще не вкладывали записку в «смертный медальон», считая это плохой приметой.
| Дата       | Приказ НКО СССР |
| ---------- | --- |
| 24.01.1917 | Первая мировая война. Введён шейный знак для опознавания убитых и раненых. |
| 14.08.1925 | Введён медальон. Выдаётся по прибытии в часть одновременно со служебной (красноармейской) книжкой.                                                                                            |
| 25.08.1937 | Медальон отменён. Осталась красноармейская книжка. |
| 21.12.1939 | Приказ НКО № 238. Введён медальон и инструкция о порядке пользования медальонами в военное время.                                                                                             |
| 20.06.1940 | Отменена красноармейская книжка и смертный медальон. |
| 15.03.1941 | Введён медальон и новое положение о персональном учёте потерь и погребении погибшего личного состава КА в военное время. За основу документа взято положение приказа НКО № 238 от 21.12.39 г. |
| 07.10.1941 | Приказ НКО № 330. Введена красноармейская книжка в дополнение к медальону. |
| 17.11.1942 | Приказ НКО № 376. Медальон отменён. Мотивация — красноармейская книжка содержит все необходимые данные о бойце. Некоторые военнослужащие по личной инициативе продолжают хранить медальоны.   |

## Использование в Русской императорской армии
Первым известным документом, подтверждающим появление специальных опознавательных знаков для нижних чинов русской армии, стал проект устава внутренней службы, утверждённый Николаем II в сентябре 1902 года, в котором вводилось понятие «увольнительного знака».
«Увольнительный знак» представлял собой металлическую пластину, на которой были указаны название команды, номер и название части и личный номер нижнего чина.
Проект нового устава предусматривал также изменение системы клеймения казённых и личных вещей; теперь на вещах краской проставлялся личный номер (до этого, наряду с официальными клеймами, на всех вещах и амуниции делались надписи с фамилиями владельцев). Такое клеймо на обмундировании и снаряжении было также предназначено для определения в военное время личности убитого или тяжелораненого солдата.
Введение увольнительных знаков (1902 г.)
Первоначальным предназначением «увольнительных знаков» в уставе была регуляция порядка увольнений нижних чинов:
Каждому знаку соответствовал личный номер военнослужащего. В каждой роте (эскадроне, батарее) имелось столько увольнительных знаков, сколько нижних чинов числилось по списку части. Все увольнительные знаки хранились в специальных ящиках, ключи от которых находились у дежурного по роте (эскадрону, батарее). Нижние чины, перед тем, как покинуть территорию части, являлись к дежурному по роте (эскадрону, батарее), который осматривал по форме и опрятно ли они одеты и выдавал им увольнительные знаки или увольнительные записки. Возвращаясь обратно, нижние чины сдавали свои увольнительные знаки или увольнительные записки дежурному, который отмечал в специальной книге время прибытия уволенных и, если была такая необходимость, делал другие отметки.
Казённая прислуга, одиночные нижние чины, отправленные в командировку или посылаемые со служебным заданием, а также вольноопределяющиеся, живущие на частных квартирах, увольнительные знаки имели при себе постоянно.
При увольнении команд увольнительный знак выдавался только начальнику команды. Если же команда отправлялась на продолжительное время, то начальник команды получал увольнительные знаки на всех нижних чинов команды.
«Увольнительный знак» представлял собой металлическую пластину произвольной формы. Размеры для знака предлагались от 1 до 1,5 вершка (от 4,4 до 6,6 см). На знаке выбивались буквами и цифрами: номер роты (эскадрона) или название команды, номер и название части и личный номер нижнего чина, которому принадлежит знак.
Введение личных знаков (1909 г.)
В июне 1909 года на основе проекта 1902 года был Высочайше утверждён переработанный и дополненный устав внутренней службы. Название «увольнительный знак» в нём было заменено словосочетанием «личный знак». Как было написано в «объяснительной записке к уставу», это было сделано в связи с тем, что «название „личный знак“ более отвечает его назначению — служить удостоверением личности нижнего чина, а не только удостоверением увольнения его со двора».
Таким образом «личный знак» становился своеобразным военным билетом (солдатской военной книжкой), при этом выполняя и первоначальную функцию — увольнительного атрибута.
Введение шейных знаков (1917 г.)
В январе 1917 года Николаем II был подписан указ о введении особых шейных знаков для опознания убитых и раненых и для отметки Георгиевских наград нижних чинов. Знак представлял собой медальон, состоявший из двух половинок, в который вкладывалась пергаментная бумага с данными нижнего чина. Сюда необходимо было мелким почерком записать звание, имя, фамилию, год и место рождения, сословие, вероисповедание, номер роты, эскадрона или сотни, номер и название полка, батареи, дивизиона или артиллерийской бригады, год призыва, да ещё и имеющиеся награды. В приказе по военному ведомству разъяснялось, что знак должен изготавливаться из жести и носится под мундирной одеждой на шнурке или тесёмке.

## Использование в армии США
В настоящее время порядок заполнения американского армейского жетона стал следующим: первая строка — фамилия, вторая — имя и инициал, третья — номер социального обеспечения, четвёртая — группа крови и резус-фактор, пятая — вероисповедание. Указывается только положительный резус-фактор (POS). Вероисповедания: Orthodox (православный), Protestant (протестант), Baptist (баптист), Catholic (католик), Hebrew (иудей), No preference (нет предпочтений), Atheist (атеист).
В корпусе морской пехоты США на современном жетоне указываются: первая строка — фамилия, вторая — имя и инициал, третья — личный номер и группа крови, четвёртая — USMC, номер размера противогаза, пятая — вероисповедание. У морпехов личный номер может быть 5-, 6- или даже 7-значным. Размеры противогазов — XS, S, M, L, XL.

## В творчестве
Жетон военнослужащего описан в стихотворении Вячеслава Кондратьева «„Смертный“ медальон» и упомянут в стихотворении Арона Копштейна «Мы с тобой простились на перроне…».

## Галерея

Жетоны офицеров Польской армии расстрелянных НКВД в Катыни, раскопаны в братских могилах в Харькове (экспонаты Катынского музея)
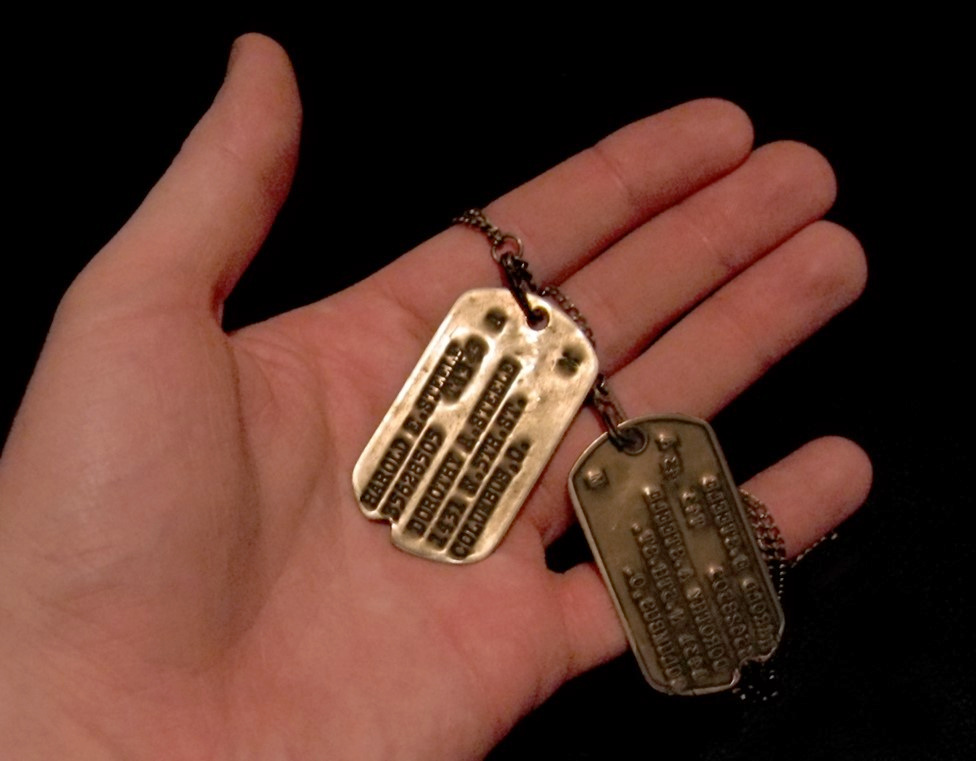
Жетон ВС США времён Второй мировой войны. Ниже данных владельца выбиты имя и адрес его жены. Буква «А» в левом верхнем углу обозначает группу крови. Буква «М» ниже обозначает размер противогаза (средний)
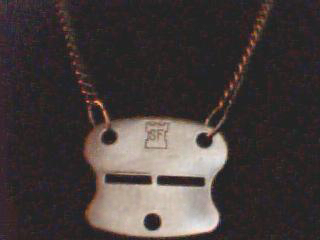
Жетон ВС Финляндии
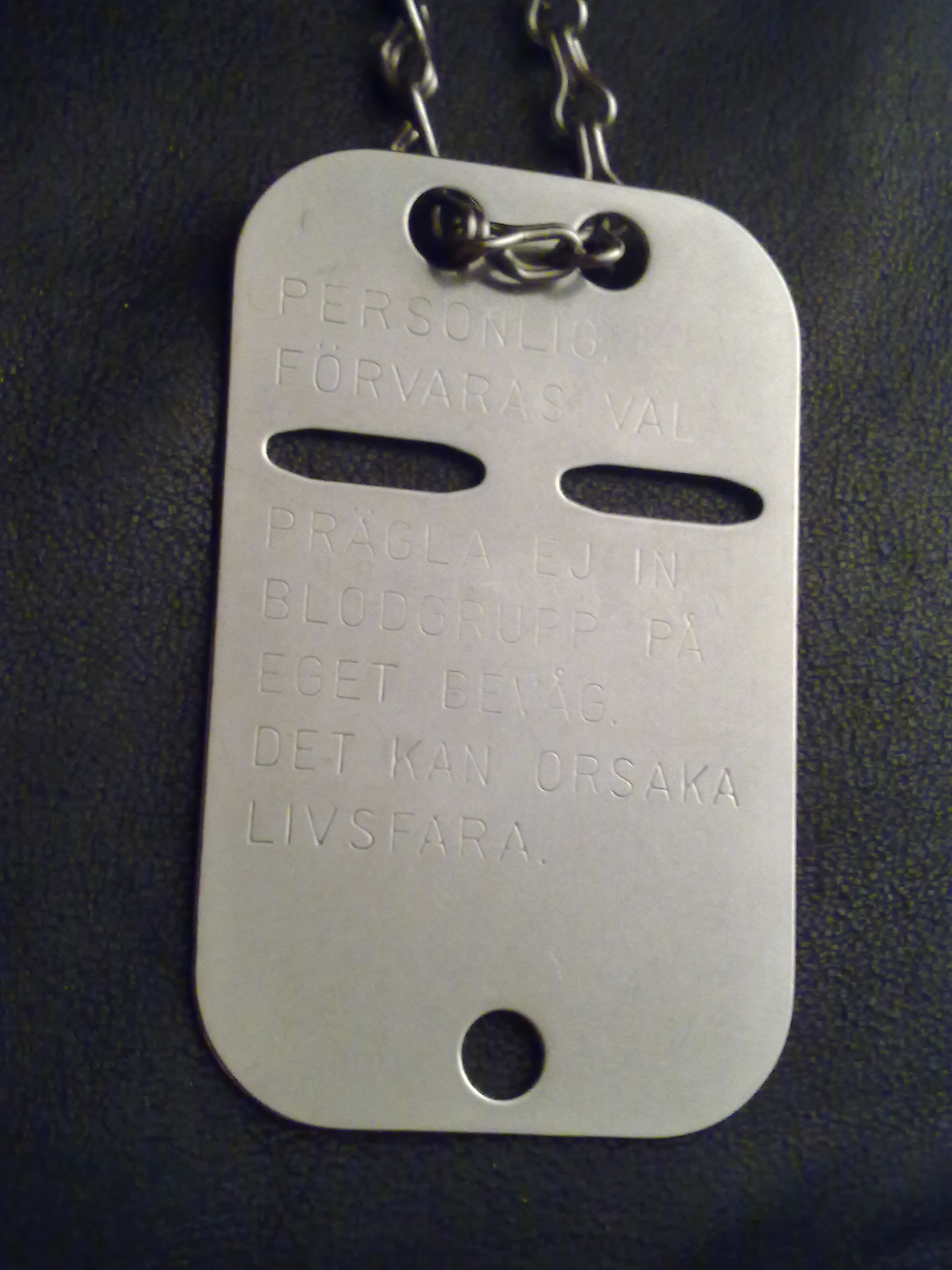
Жетон ВС Швеции
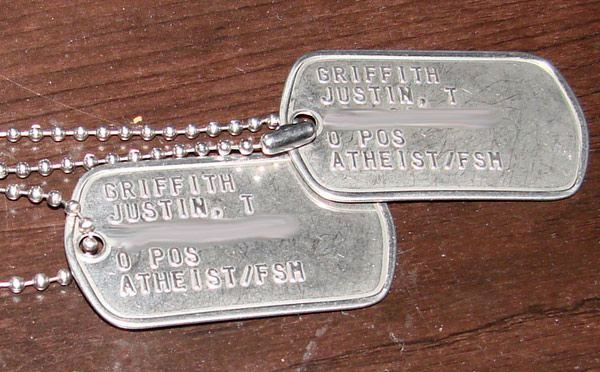
Жетоны армии США с обозначением религиозных убеждений Атеист/FSM